# Ель-Гранада (Каліфорнія)
Ель-Гранада (англ. El Granada) — переписна місцевість (CDP) в США, в окрузі Сан-Матео штату Каліфорнія. Населення — 5467 осіб (2010).

## Географія
Ель-Гранада розташований за координатами 37°30′51″ пн. ш. 122°27′55″ зх. д. / 37.51417° пн. ш. 122.46528° зх. д. (37.514248, -122.465148).  За даними Бюро перепису населення США в 2010 році переписна місцевість мала площу 12,49 км², уся площа — суходіл. В 2017 році площа становила 13,13 км², з яких 12,51 км² — суходіл та 0,63 км² — водойми.

## Демографія
Згідно з переписом 2010 року, у переписній місцевості мешкало 5467 осіб у 2098 домогосподарствах у складі 1477 родин. Густота населення становила 438 осіб/км².  Було 2198 помешкань (176/км²).
Расовий склад населення:
| - 84,3 % — білих - 3,5 % — азіатів - 0,8 % — чорних або афроамериканців - 0,7 % — корінних американців - 0,1 % — вихідців з тихоокеанських островів - 6,1 % — осіб інших рас |

До двох чи більше рас належало 4,5 %. Частка іспаномовних становила 14,9 % від усіх жителів.
За віковим діапазоном населення розподілялося таким чином: 21,9 % — особи молодші 18 років, 67,5 % — особи у віці 18—64 років, 10,6 % — особи у віці 65 років та старші. Медіана віку мешканця становила 44,5 року. На 100 осіб жіночої статі у переписній місцевості припадало 96,4 чоловіків;  на 100 жінок у віці від 18 років та старших — 95,3 чоловіків також старших 18 років.
Середній дохід на одне домашнє господарство  становив 149 611 долар США (медіана — 110 434), а середній дохід на одну сім'ю — 168 916 доларів (медіана — 126 821). Медіана доходів становила 102 381 долар для чоловіків та 62 254 долари для жінок. За межею бідності перебувало 3,9 % осіб, у тому числі 1,6 % дітей у віці до 18 років та 0,5 % осіб у віці 65 років та старших.
Цивільне працевлаштоване населення становило 3100 осіб. Основні галузі зайнятості: науковці, спеціалісти, менеджери — 19,5 %, освіта, охорона здоров'я та соціальна допомога — 19,3 %, виробництво — 12,5 %, мистецтво, розваги та відпочинок — 12,4 %.